# Hiệp Hòa, Hiệp Đức
Hiệp Hòa là một xã thuộc huyện Hiệp Đức, tỉnh Quảng Nam, Việt Nam.
Xã Hiệp Hòa có diện tích 61,47 km², dân số năm 2019 là 1.639 người, mật độ dân số đạt 27 người/km².